# Breisgau-Geschichtsverein Schau-ins-Land
Der Breisgau-Geschichtsverein Schau-ins-Land (BGV) entstand 1946 in Freiburg im Breisgau als eingetragener Verein durch die Vereinigung der 1826 gegründeten Gesellschaft für Beförderung der Geschichts-, Altertums- und Volkskunde von Freiburg, dem Breisgau und den angrenzenden Landschaften mit dem 1873 gegründeten Breisgau-Verein Schauinsland. Beide Vorgängervereine befassten sich mit der Geschichte der Stadt Freiburg und des Breisgaus.

## Geschichte
Universitätsprofessoren und höhere Beamte gründeten am 27. Dezember 1826 die Gesellschaft für Geschichtskunde zu Freiburg im Breisgau. Trotz der geringen Mitgliederzahl hatte man Großes vor und hoffte, eine Reihe bekannter auswärtiger Geschichtswissenschaftler als korrespondierende Mitglieder gewinnen zu können. Die 1828 bei Herder erschienenen Schriften der Gesellschaft für Beförderung der Geschichtskunde zu Freiburg im Breisgau hatten mehr als 600 Druckseiten und überforderten die personellen und finanziellen Möglichkeiten der Gesellschaft. Das Themenfeld dieser ersten und zunächst einzigen Veröffentlichung war weit gefasst und deckte die Antike bis zur Neuzeit ab, ohne besonders auf die lokale Geschichte einzugehen. Spätestens mit den Ereignissen der Badischen Revolution schlief die Vereinstätigkeit ein. Erst 1866 erneuerte sich die Gesellschaft, die nun auch Altertums- und Volkskunde zu ihren Interessen zählte, bei einer Mitgliederzahl, die jedoch nie wesentlich über einhundert lag.
Dagegen fand der 1873 gegründete Breisgau-Verein Schauinsland von Beginn an größeres Interesse beim Bürgertum und sogar bei Handwerkern, da er sich das Ziel gesetzt hatte, „den Freunden von Gebirgswanderungen, besonders in den Bergen des Breisgaues als Sammelpunkt zu dienen, sowie nebenbei gesellige Unterhaltung zu bieten durch Sammlung von Sagen, Denkwürdigkeiten etc. aus der Geschichte des Breisgaues, und Aufsuchung schöner Punkte desselben das Interesse zu fördern“. Bald hatte der Breisgau-Verein Schauinsland 500 Mitglieder. Bis zum Ersten Weltkrieg entwickelte sich das Interesse des Vereins in eine mehr wissenschaftliche Richtung und bildete nach und nach eine Konkurrenz für die ältere Gesellschaft.
Dem neuen nach dem Zweiten Weltkrieg gegründeten BGV mit Hauptsitz in Freiburg gehören Sektionen in Bad Krozingen/Staufen, Ebringen und Emmendingen (Hachbergerland) mit eigenen, lokal betonten Programmen an.

## Aktivitäten

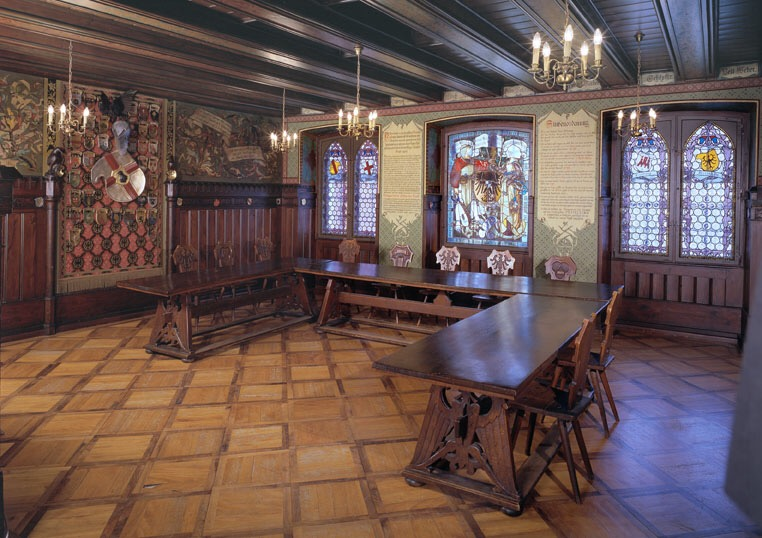
Stube des BGV im Historischen Kaufhaus

Der BGV veranstaltet regelmäßig sachkundig geleitete Exkursionen, Ausstellungs- und Museumsbesuche sowie wissenschaftliche Vorträge. Diese finden normalerweise monatlich am Versammlungsort des Vereins in der vom alten Breisgau-Verein Schauinsland in die Vereinigung eingebrachte Stube im Historischen Kaufhaus statt. Der Mitbegründer des Vereins von 1873, Fritz Geiges, malte die Stube aus, deren Originaleinrichtung sich im Stil der Spätromantik und des Historismus präsentiert.
Die vom BGV halbjährlich angebotenen Familienführungen zu lokalen Geschichtsthemen sprechen gezielt Eltern und ihre Kinder, aber auch Großeltern mit ihren Enkelkindern an.
Jährlich gibt der BGV die Zeitschrift des Breisgau-Geschichtsvereins „Schau-ins-Land“ als ein etwa 200-seitiges bebildertes und gebundenes Jahresheft mit Beiträgen zur Geschichte in der Region vom Mittelalter bis zur Neuzeit heraus. Daneben enthält das Buch anregende und informative Buchbesprechungen sowie Vereinsnachrichten. Mit der Vorstellung von neuen Erkenntnissen oder von Zwischenergebnissen und Werkstattberichten kleinerer, aber stadt- und regionalgeschichtlich bedeutsamer Recherchen vermittelt es dem Leser Einblicke in den jeweils aktuellen Forschungsstand.

## Publikationen

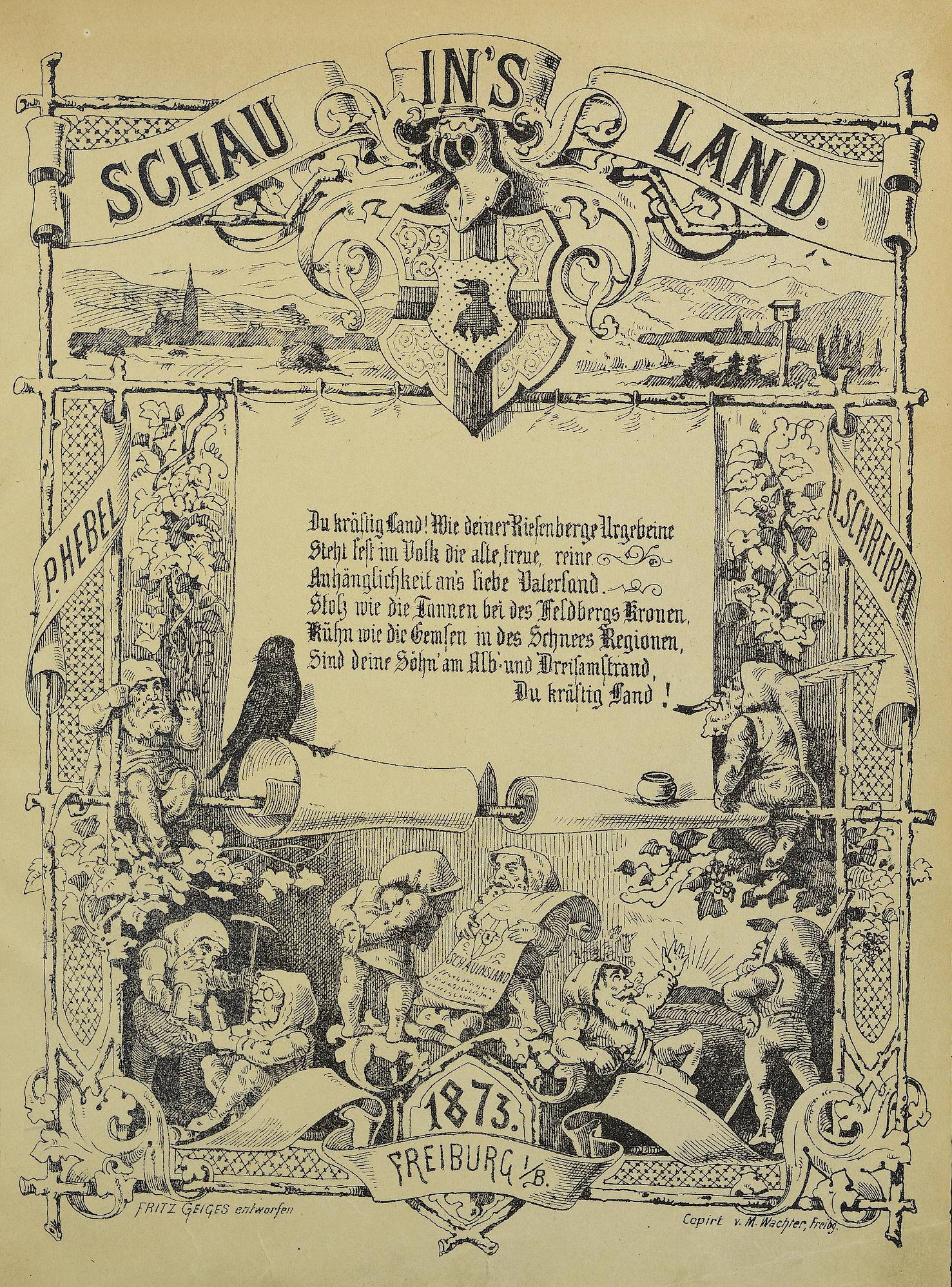
Erste Ausgabe des Schau-in’s-Land 1873

Die alten Vereine gaben beide Jahrbücher heraus (die Gesellschaft jedoch erst kontinuierlich seit 1869). Der Breisgau-Verein Schauinsland veröffentlichte ab 1873 den Schau in’s Land. Diese jährlichen Publikationen fanden nach der Fusion ihre Fortsetzung in einem seit 1946 erscheinenden Jahrbuch, der Zeitschrift des Breisgau-Geschichtsvereins „Schau-ins-Land“. Besondere Registerbände erschließen auch den Inhalt der Vorgängerpublikationen.

## Ehrenmitglieder (Auswahl)
- Karl Siegfried Bader
- Hermann Brommer
- Hans Schadek
- Ulrich P. Ecker